# Südkoreanische Feststoff-Trägerrakete
Die südkoreanische Feststoff-Trägerrakete (koreanisch 고체연료 우주발사체 Goche Yeonlyo Uju Balsache, deutsch ‚Feststoffträgerrakete‘) ist eine in Entwicklung befindliche Trägerrakete des südkoreanischen Militärs. Sie wird für den Start von Kleinsatelliten verwendet. Am 4. Dezember 2023 brachte ein Prototyp der Rakete erstmals einen Satelliten in eine Erdumlaufbahn.

## Entwicklung und technische Daten
Die südkoreanische Feststoff-Trägerrakete wird von der südkoreanischen Agentur für Verteidigungsentwicklung (국방과학연구소) entwickelt. Sie soll letztlich aus drei Stufen mit Feststofftriebwerken und einer vierten, oberen Stufe mit Flüssigtreibstoffantrieb bestehen. Letztere ermöglicht eine präzise Ansteuerung des Zielorbits. Nach Abschluss der Testphase soll die Rakete bis zu 700 kg schwere Nutzlasten starten können. Das Projekt soll dann von einem Privatunternehmen fortgeführt werden. Eine Weiterentwicklung für bis zu 1500 kg schwere Nutzlasten ist geplant.
Die Rakete wird von einer schwimmenden Plattform gestartet. Die Plattform wird jeweils einige Kilometer südlich der Insel Jeju im Meer positioniert.

## Starts
Bislang (Stand 28. Februar 2025) fanden drei Testflüge von Prototypen der Rakete mit jeweils nur drei Stufen statt.
| Nr. | Datum (UTC)       | Nutzlast           | Art der Nutzlast        | Nutzlastmasse | Aussetzorbit      | Anmerkungen                                      |
| --- | ----------------- | ------------------ | ----------------------- | ------------- | ----------------- | ------------------------------------------------ |
| 1   | März 2022         |                    | Massesimulator          |               | –                 | suborbitaler Testflug ohne Erststufe             |
| 2   | Dez. 2022         |                    | Massesimulator          |               | –                 | suborbitaler Testflug ohne Erststufe             |
| 3   | 4. Dez 2023 05:00 | Doory‑Sat (S-STEP) | SAR-Aufklärungssatellit | 100 kg        | 646 × 658 km, 47° | orbitaler Testflug ohne Zweitstufe               |
| 4   | 2025 (geplant)    |                    |                         |               |                   | erster Start der kompletten, vierstufigen Rakete |